# Государственный дорожный фонд (Украина)
Государственный дорожный фонд — целевой фонд в составе специального фонда Государственного бюджета Украины, который аккумулирует средства на строительство, реконструкцию, ремонт и содержание автомобильных дорог государственного и местного значения.

## Предпосылки создания
Вследствие хронического недофинансирования дорожной отрасли на Украине 95% автодорог находятся в ненадлежащем транспортно-эксплуатационном состоянии, 40% из них нуждаются полного восстановления.
Бюрократическая система не позволяла добиться лучшего показателя, чем 8,8% нормальных дорог. Большая часть денег «Укравтодора» шла на погашение ранее взятых обязательств, а подрядчики не могли быть уверенными, что им вообще заплатят за работы.
17 ноября 2016 Верховной Радой были приняты три закона:
- О внесении изменений в Закон Украины «Об источниках финансирования дорожного хозяйства Украины» относительно совершенствования механизма финансирования дорожной отрасли[6];
- О внесении изменений в Бюджетный кодекс Украины относительно усовершенствования механизма финансового обеспечения дорожной отрасли[7];
- О внесении изменений в некоторые законы Украины по реформированию системы управления автомобильными дорогами общего пользования[8].

20 декабря 2017 Правительство Гройсмана утвердил Порядок направления средств государственного дорожного фонда.
Дорожный фонд должен дать возможность прогнозировать финансовые поступления в год, два или даже пять лет вперед. Подрядчик должен иметь уверенность, что с ним рассчитаются вовремя и в полном объеме. А дорожники смогут планировать ремонты в стратегическом аспекте на 5-10 лет вместо посезонно латание ям.
Дорожный фонд начал работать с 1 января 2018 года.
В специальном фонде Госбюджета Украины на 2019 год было предусмотрены средства для Государственного дорожного фонда в сумме 50,4 млрд грн из общего объема финансового ресурса на развитие дорог в 55,6 млрд грн. Это на 17,5 млрд грн (в 1,5 раза) больше, чем аналогичные расходы в 2018 году.

## Объем работ и результаты

### 2018
Дорожный фонд начал работать с 1 января 2018 года.
В государственном бюджете на 2018 год предусмотрено совокупное финансирование фонда в размере 32,6 млрд. грн. Ресурс Дорожного фонда может быть увеличен при перевыполнении соответствующих поступлений, в частности, акцизного налога с горючего и транспортных средств и ввозной пошлины на нефтепродукты и транспортные средства.
Кроме того, 4 млрд грн с выделено на строительство и реконструкцию дорог Львов - Тернополь - Умань; Белая Церковь - Одесса - Николаев - Херсон. Еще 2 млрд грн предусмотрено на ремонт дороги М-03 Киев - Харьков - Довжанский. Также 357,6 млн. гривен выделено на реализацию проекта «Улучшение состояния автомобильных дорог общего пользования во Львовской области».
Всего на развитие дорожной инфраструктуры выделено рекордные 47 млрд грн. Благодаря этому восстановлено рекордные 3800 км дорог общегосударственного и местного значения.

### 2019
В специальном фонде Госбюджета на 2019 предусмотрены средства для Государственного дорожного фонда в сумме 50,4 млрд. грн из общего объема финансового ресурса на развитие дорог в 55,6 млрд. грн. Это на 17,5 млрд. грн (в 1,5 раза) больше, чем аналогичные расходы в 2018 году.

### 2020
В Дорожный фонд направят 69,7 млрд. грн, из них на автодороги государственного значения 31,528 млрд. грн, на местные дороги - 22,2 млрд. грн. В перечень дорожных работ, в частности, включили такие дороги:
- М-12 Стрый - Тернополь - Кропивницкий - Знаменка (через г.. Винницу)
- Н-31 Днепр - Царичанка - Кобеляки - Решетиловка;
- Строительство южного обхода г.. Днепра;
- Н-26 Чугуев - Меловое (через г.. Старобельск)
- Н-23 Кропивницкий - Кривой Рог - Запорожье;
- Н-14 Александровка - Кропивницкий - Николаев;
- Н-11 Днепр - Николаев (через г.. Кривой Рог);
- Н-03 Житомир - Черновцы[15]